# Antonio Bazzini
Antonio Bazzini (Brescia, 11 marzo 1818 – Milano, 10 febbraio 1897) è stato un compositore e violinista italiano.

## Biografia

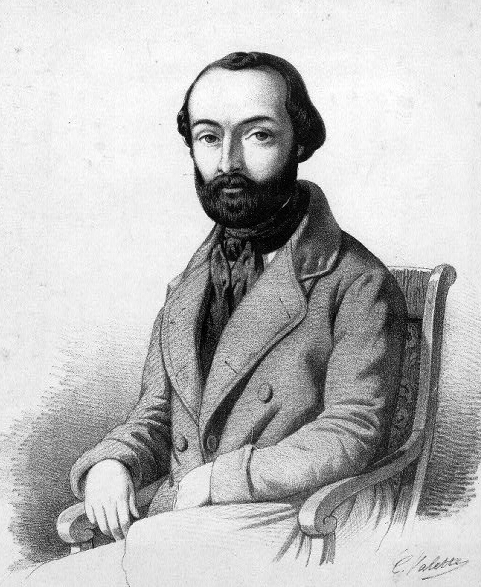
Ritratto di Antonio Bazzini

Nato a Brescia nel 1818, fu allievo di Faustino Camisani. Dal 1843, per quattro anni, studiò a Lipsia, dove approfondì la conoscenza dell'opera di Bach e Beethoven. Nella prima parte della sua carriera si dedicò prevalentemente all'attività concertistica, che lo portò in Germania, Danimarca, Francia, Spagna e Polonia. All'estero ebbe modo di approfondire la conoscenza con la musica strumentale europea.
Rientrato in Italia, si dedicò alla composizione, mettendo a frutto la sua esperienza internazionale e contribuendo a dare impulso alla rinascita della musica strumentale in Italia. Dal 1873 insegnò composizione al conservatorio di Milano, di cui divenne direttore nel 1882. Ebbe tra i suoi allievi Giacomo Puccini e Alfredo Catalani. Autore di un'unica opera lirica, Turanda, sullo stesso soggetto messo in musica molti anni dopo da Busoni e Puccini, la sua attività di compositore si diresse verso il repertorio sinfonico e cameristico, strumentale e vocale. Al suo strumento dedicò quattro Concerti e numerosi pezzi virtuosistici.
Da giovane fu incoraggiato da Paganini (che influenzò il suo stile), successivamente fu elogiato da Schumann e Mendelssohn.

## Composizioni
(elenco parziale)

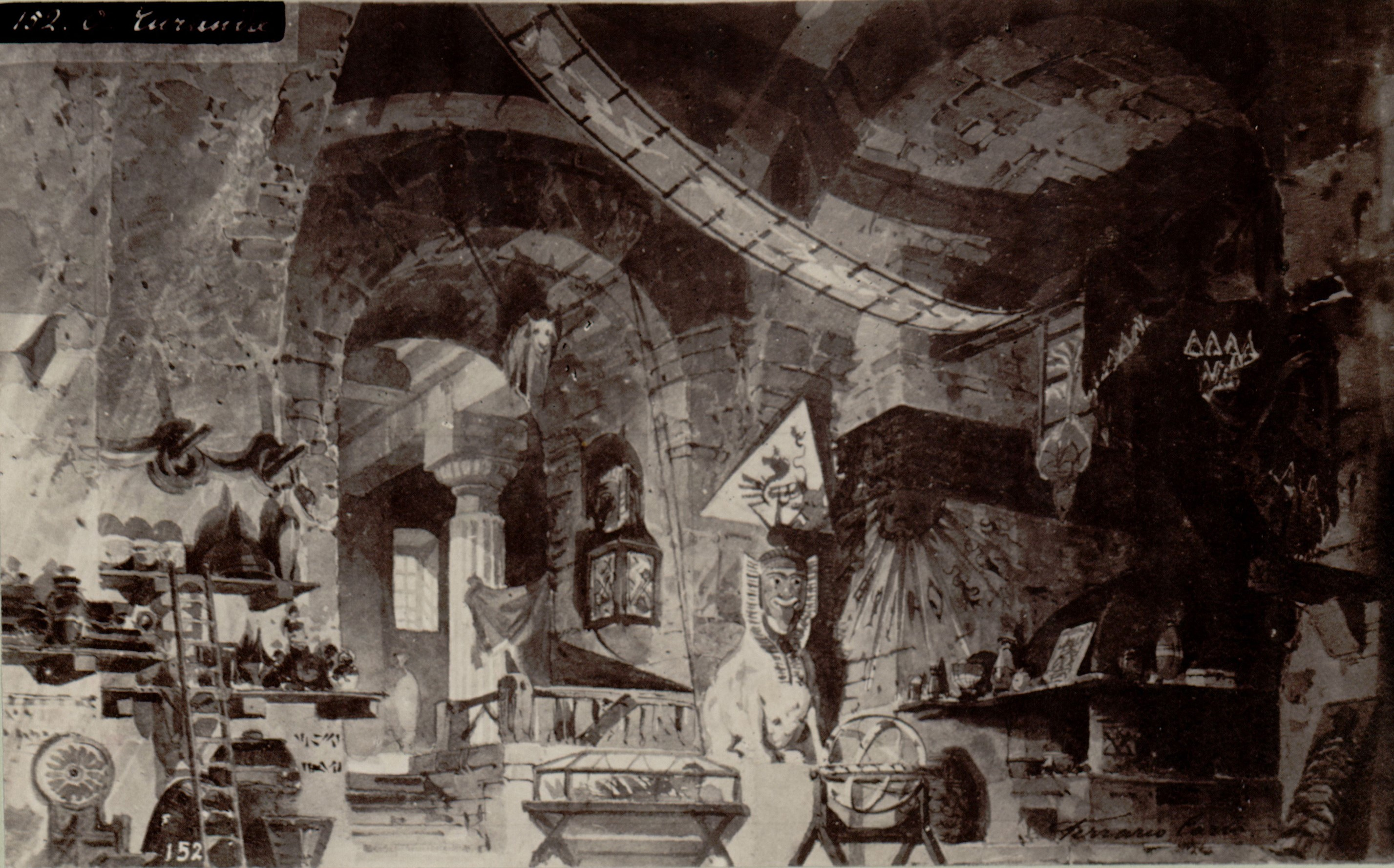
Laboratorio di Ormut destinato agli studii e alle evocazioni magiche, bozzetto per Turanda, atto 3 scena 3 (1867). Archivio Storico Ricordi

- Turanda, opera tratta dalla Turandot di Carlo Gozzi (Milano, libretto di Antonio Gazzoletti, Teatro alla Scala, 13 gennaio 1867)
- Saul, ouverture (1867)
- La Ronde des lutins (La Ridda dei folletti), scherzo fantastico per violino, con accompagnamento di pianoforte op. 25
- Concerto per violino e orchestra n.4, in La minore, op. 38
- Concerto per violino e orchestra n.5 Militare, op. 42
- Tre morceaux en forme de sonate per violino e pianoforte op. 44
- Sonata per violino e pianoforte in mi minore op. 55
- Re Lear, ouverture op. 68 (1871)
- Quartetto per archi n. 1 in do maggiore (1864)
- Quartetto per archi n. 2 in re minore op. 75
- Quartetto per archi n. 3 in mi bemolle maggiore op. 76
- Francesca da Rimini, poema sinfonico in mi minore op. 77 (1879 - seconda versione 1885)
- Quartetto per archi n. 4 in sol maggiore op. 79
- Quartetto per archi n. 5 in fa minore op. 80
- Quartetto per archi n. 6 in fa maggiore
- Scherzo variato per violino e orchestra d'archi su temi dall'Invito alla danza di Carl Maria von Weber
- Sinfonia in Fa maggiore (ed. critica a cura di Marino Pessina; eseguita postuma in prima assoluta il 3 dicembre 2012 al Teatro Grande di Brescia)